# Steinfurt
Steinfurt (plattdeutsch Stemmert) ist die Kreisstadt des Kreises Steinfurt in Nordrhein-Westfalen und gehört zum Regierungsbezirk Münster.

## Geografie
Die Kreisstadt Steinfurt liegt am Münsterländer Kiessandzug, 29 km nordwestlich von Münster (Westfalen).

### Nachbargemeinden
Steinfurt grenzt an Ochtrup, Wettringen, Neuenkirchen, Emsdetten, Nordwalde, Altenberge, Laer, Horstmar und Metelen.

### Stadtgliederung

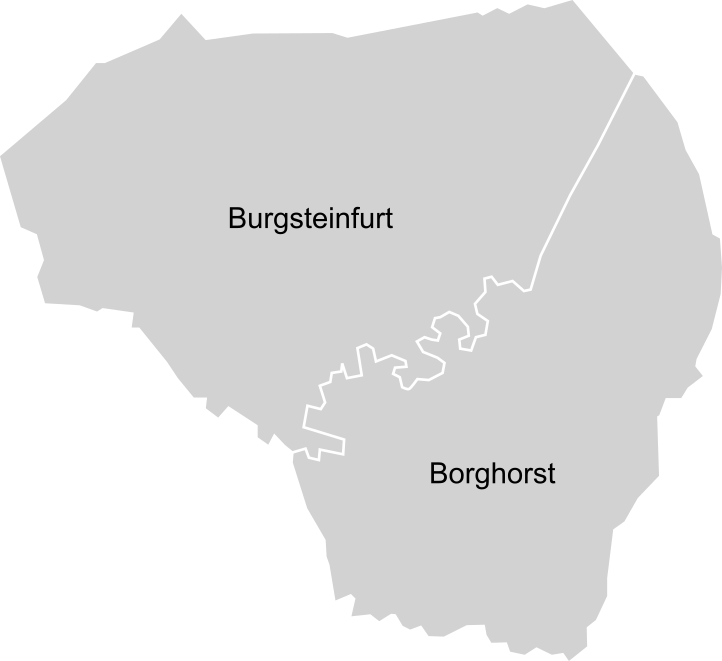
Ortsteile von Steinfurt

Die Stadt besteht aus den beiden Ortsteilen Burgsteinfurt und Borghorst (plattdeutsch Buorghorst) mit jeweils drei Bauerschaften.
| - Burgsteinfurt (65,2 km²) - Hollich - Sellen - Veltrup | - Borghorst (46,2 km²) - Dumte - Wilmsberg - Ostendorf |

## Geschichte
Am 1. Januar 1975 wurden die Städte Borghorst und Burgsteinfurt zur Stadt Steinfurt zusammengeschlossen. Der Stadtname Steinfurt wurde bis etwa 1850 für das heutige Burgsteinfurt benutzt und dann 1975 als Name der Gesamtstadt in veränderter Bedeutung wiedereingeführt.

### Burgsteinfurt
Stark evangelisch geprägt, mit Bürgerhäusern aus allen Epochen und einem Wasserschloss unterscheidet sich „Stemmert“ (siehe oben) von seiner Umgebung. Hinzu kommt die reizvolle Landschaft, voran das Bagno, ein grüner Vergnügungspark aus dem 18. Jahrhundert mit einer der ältesten freistehenden Konzerthallen Europas.

#### Mittelalter
Zur Gründung der Stadt haben wohl mehrere Faktoren beigetragen: die vorangegangene bäuerliche Besiedlung des Umlandes, die Burg als Herrschaftszentrum, eine verkehrsgünstige Furt im Fluss und die Lage an einem Knotenpunkt mehrerer Fern- und Handelswege. Die Bauerschaften im Umland Hollich, Sellen und Veltrup sind wesentlich älter als Burgsteinfurt. Die um 890 erwähnte „Villa Seliun“ (Werdener Urbar A Teil 3; Kötzschke 1906, Bd. 2, CXI, 39) ist das erste schriftliche Zeugnis einer Besiedlung des Steinfurter Stadtgebiets. Sie war vermutlich ein größerer Hof in der heutigen Bauerschaft Sellen. Bei Ausgrabungen in diesem Bereich, in der Steintorfeldmark, fand sich eine frühe Gehöftsiedlung des 9. bis 12. Jahrhunderts. Die alten Bauerschaften wurden 1939 eingemeindet.
Am Zugang zur Burg lag der frühere Marktplatz. Um diesem Kern entwickelte sich die heutige Altstadt.
Der Name „Steinfurt“ leitet sich von einer steinernen Durchfahrt, einer Furt, durch den Fluss Aa ab. Die Furt war eine der wenigen Stellen, an denen man den Fluss mit Gespannen durchqueren konnte. Wer die Furt kontrollierte, hatte Macht und konnte Wegezoll einfordern. Flusspassagen waren auch Orte, an denen Handel betrieben wurde. Bereits vor 1129 übernahmen zwei Edelherren „de Steinvorde“, Ahnen der heutigen Adelsfamilie Bentheim-Steinfurt, die Kontrolle über die Furt und die dazugehörigen Wege.
Das Geschlecht von Ascheberg hatte seine Burg in der Nähe der heutigen Verbindungsstraße Steinfurt-Emsdetten, der „Via regis“, dem Heer- und Handelsweg des 9. Jahrhunderts, in die germanischen Ostgebiete und nach Münster. Der Legende nach sollen die Ascheberger 1164 die Tatsache, dass die Steinfurter verreist waren, genutzt haben, um deren Burg zu zerstören. Nach ihrer Rückkehr rächten sich die Steinfurter, indem sie die Burg von Ascheberg dem Boden gleichmachten. Das Geschlecht der Ascheberger starb 1206 aus, die Steinfurter bestimmten von nun an die Geschicke der Region.
Der Erbauer des Schlosses Burgsteinfurt (Wasserburg) war der Edle Rudolf II. von Stenvorde. Er wurde im Jahr 1155 erstmals in einer Urkunde erwähnt. Die Edelherren von Steinfurt erweiterten ihren Besitz zur Herrschaft, später Grafschaft Steinfurt.
Nach Erlöschen des Geschlechts der Edlen von Steinfurt im Jahr 1421, verfiel die Burg, da die Erben, die Grafen von Bentheim, eigene Schlösser bewohnten. Der Sohn der Gräfin Walburg von Brederode, Arnold, setzte diese Burg 1558 wieder instand.
Die Edelherren von Steinfurt vertraten offensichtlich eine liberale Siedlungspolitik. Sie boten Kaufleuten, Handwerkern und anderen so genannte Ackerbürgern Häuser in verkehrsgünstiger Lage an der Furt an. Die Bewohner mussten im Gegenzug einen kleinen Obolus in Geld, Wachs oder Hühnern entrichten. Schnell entwickelte sich aus der alten Bauernsiedlung Villa Veliun eine Art Marktsiedlung. Die Siedlung wurde 1338 in einer Urkunde als „unse Stat to Stenvorde“ bezeichnet. Den Namen „Burgsteinfurt“, zur Unterscheidung von Drensteinfurt eingeführt, trug die Stadt von etwa 1850 bis zur Gebietsreform im Jahr 1975, seitdem wird der Stadtteil Burgsteinfurt von der Gesamtstadt Steinfurt durch den Namen unterschieden. Mit Inkrafttreten des Münster/Hamm-Gesetzes am 1. Januar 1975 entstand die neue Stadt Steinfurt mit den Stadtteilen Borghorst und Burgsteinfurt.
Eine besondere Bedeutung für Steinfurt hatte auch der Johanniterorden. Edelherr Rudolf II. hatte das Ritterheer des Bischofs Hermann II. von Münster im Dritten Kreuzzug angeführt, an dem auch einige Johanniter teilgenommen hatten. Seine Kriegskameraden siedelte er in Steinfurt an. Er machte zu ihren Gunsten 1230 eine erste Stiftung, die so genannte Dreizehn-Armenstiftung. Die Johanniter erhielten einige Güter in der Umgebung mit der Auflage, zum Seelenheil des Grafen und seiner Familie dreizehn Arme täglich zweimal mit Speise und Trank zu versorgen. Unmittelbar neben der Großen Kirche gründete der Orden 1244 eine Kommende genannte Niederlassung, deren alte Gebäude noch heute erhalten sind. In unmittelbarer Nachbarschaft der Kommende entstand ab dem 12. Jahrhundert eine Siedlung, der heutige Stadtteil Friedhof. Das Vermögen der Johanniter wuchs beständig. Die Edelherren übertrugen ihnen zum Beispiel das Aufsichtsrecht über die „Große Kirche“, einschließlich des Rechts zur Einsetzung der Geistlichen und Vermögensverwaltung der Kirche. Hinzu kamen im Laufe der Jahre Schenkungen von größeren Höfen sowie weitere Besitzungen in der Umgebung Steinfurts. Die Steinfurter Niederlassung, die erste des Ordens in Westfalen, wurde zur größten Ordensansiedlung in der Region. Auch in Münster gründeten sie eine Filiale. Johanniterorden und Friedhof bildeten eine wichtige Einheit. Der Friedhof war ein eigener Bezirk außerhalb Steinfurts mit eigenen Bürgerrechten.

#### Frühe Neuzeit
1558 gründet Graf Arnold III. zu Bentheim und Steinfurt das Gymnasium Arnoldinum. Diese Schule stand als Universität einst, auch in Holland, in hohem Ansehen. 1591 bis 1593 lässt Arnold IV. die Hohe Schule Steinfurt bauen. Graf Arnold IV. von Bentheim (1564–1606), ein baufreudiger, humanistisch gebildeter Renaissancefürst, war überzeugt, im Besitz der „reinen unverfälschten Apostolischen Lehr“ zu sein, die er mit der calvinistischen Konfession, dem „reformierten Bekenntnis“, in seinen Herrschaftsgebieten (1587–1591) einführt. Ursprünglich eine Trivialschule (Trivium = Dreiweg), die mit den drei Fächern Grammatik, Rhetorik und Dialektik in etwa einem humanistischen Gymnasium entsprach, wurde sie 1591 zur akademischen Lehranstalt mit den Fakultäten Theologie, Jurisprudenz, Physik/Medizin und Philosophie aufgestockt. Illustre Hochschullehrer prägten das geistige Profil des sog. Gymnasium illustre, z. B. der reformierte Theologe Conrad Vorstius (1592–1610), der berühmte Jurist Johannes Althusius (1592–1594), der für Volkssouveränität und das Widerstandsrecht des Volkes gegen Tyrannei eintrat, sechs Professoren aus der berühmten Juristenfamilie Pagenstecher, der berühmte Mediziner Christoph Ludwig Hoffmann (1756–1764), der den optischen Telegraphen erfand und auf dem Buchenberg ausprobierte, der Philosoph und Verfasser zahlreicher naturphilosophischer und theologischer Schriften Otto Casmann und viele andere. Das repräsentative Gebäude der Hohen Schule Steinfurt wurde am Ende des 16. Jahrhunderts eigens als Lehrgebäude errichtet; sein heutiges imposantes Erscheinungsbild nähert sich dem ursprünglichen Bauentwurf an. Die mit Schiefer gedeckten welschen Hauben der Türme mit den offenen Laternen für die Schulglocken und den schmiedeeisernen Wetterfahren prägen auch heute noch weithin sichtbar das Stadtbild.
Die alten Wachtrollen für Steinfurt hielten die Namen der Bürger fest, deren Pflicht es war, „tho wake und to yse“, d. h. die Verteidigungsanlagen zu bewachen und eisfrei zu halten. Im Winter, wenn der Stadtgraben zugefroren war, musste das Eis aufgehackt werden, um die Sicherheit der Stadt zu gewährleisten. Dafür wurde die Bürgerschaft in drei Stadtbezirke, die sogenannten „Eise“ eingeteilt (Kirchsträßner Eis, Steinsträßner Eis, Wassersträßner Eis).

#### Dreißigjähriger Krieg
Das Gebiet der Stadt wurde im Dreißigjährigen Krieg wiederholt von den kriegsführenden Parteien heimgesucht. Um 1623 fand in der Nähe von Burgsteinfurt ein Gefecht zwischen Christian von Braunschweig-Wolfenbüttel und der Vorhut von Tillys Heerscharen statt. 1634 wurde die Stadt und das Schloss von Truppen des Fürstbischofs von Münster besetzt, später folgten die Hessen. Um 1647 wurde die Stadt von den Kaiserlichen eingenommen. Burgsteinfurts Bürger litten in dieser Zeit schwer durch Pest und Hungersnot. Viele von ihnen flohen nach Holland. Am Ende des Krieges waren rund 320 Häuser verwüstet. Nach Angaben sollen nur 50 zum Teil verarmte Menschen in der Stadt übrig geblieben sein. Nach dem Westfälischen Frieden von 1648 gab es nur ein kurzes Durchatmen, denn 1660 ließ der damalige Bischof Christoph Bernhard von Galen die Stadt widerrechtlich besetzen. Rund 60 Jahre unterhielt die Stadt nun eine Garnison, unter deren Abgaben sie leiden musste.

#### 18. und 19. Jahrhundert
Der Bischof erzwang auch die Mitbenutzung der Großen Kirche für Katholiken. Erst durch einen Vergleich im Jahre 1716 wurde die Besatzung beendet. Kurze Zeit später ist in Steinfurt die katholische Pfarrkirche im Stil des Barocks errichtet worden. Auch im Verhältnis zum jüdischen Glauben erwies sich die Grafschaft Steinfurt als liberal. 1662 erteilte der Graf einem Juden einen Schutzbrief, der ihm und seiner Familie das Recht zur Niederlassung in Steinfurt, zur Durchführung seiner Geschäfte und zur religiösen Betätigung gab. Auch wenn sich in Steinfurt anfänglich Widerstand gegen die Ansiedlung von Juden fand, konnten im Laufe der nächsten Jahrzehnte immer mehr Juden in Steinfurt Fuß fassen.
Es begannen ruhigere Zeiten. Die Stadtgräben und Wälle wurden planiert und das neu entstandene Land den Bürgern zur Bewirtschaftung überlassen. Graf Karl Paul Ernst von Bentheim-Steinfurt machte sich Gedanken über die Erhöhung der Wirtschaftskraft. Bedingt durch Reisen ins Ausland kam er auf die Idee, östlich vom Schloss einen Vergnügungspark nach französischem Vorbild anzulegen, das so genannte Steinfurter Bagno (nach ital. il bagno = das Bad). Sein Sohn Graf Ludwig vergrößerte den anfänglich sehr kleinen See und baute den Garten in englischem Stil um. In der Folge entstanden viele exotische Bauten, darunter ein chinesisches Palais, ein Arionschiff, ein gotisches Haus und eine künstliche Ruine. Von diesen Gebäuden existieren nur noch die Konzertgalerie, die Ruineninsel und die Neue Wache. Das Steinfurter Bagno aber wurde zu einem Publikumsmagneten.

#### Zweiter Weltkrieg
Die nationalsozialistische Ideologie machte auch vor den Toren Steinfurts nicht halt. Während der Novemberpogrome 1938 wurde die Synagoge, die in der Nähe des Gymnasiums Arnoldinum, der Hohen Schule, stand, zerstört. 42 jüdische Einwohner wurden aus Steinfurt deportiert; nur vier überlebten. Am Ende des Zweiten Weltkriegs wurde fast die Hälfte der Altstadt durch zwei Bombenangriffe zerstört. Britische Truppen besetzten Steinfurt im April 1945.

#### Eingemeindungen
Am 1. April 1939 wurden Hollich, Sellen und Veltrup eingemeindet.

### Borghorst

#### Mittelalter

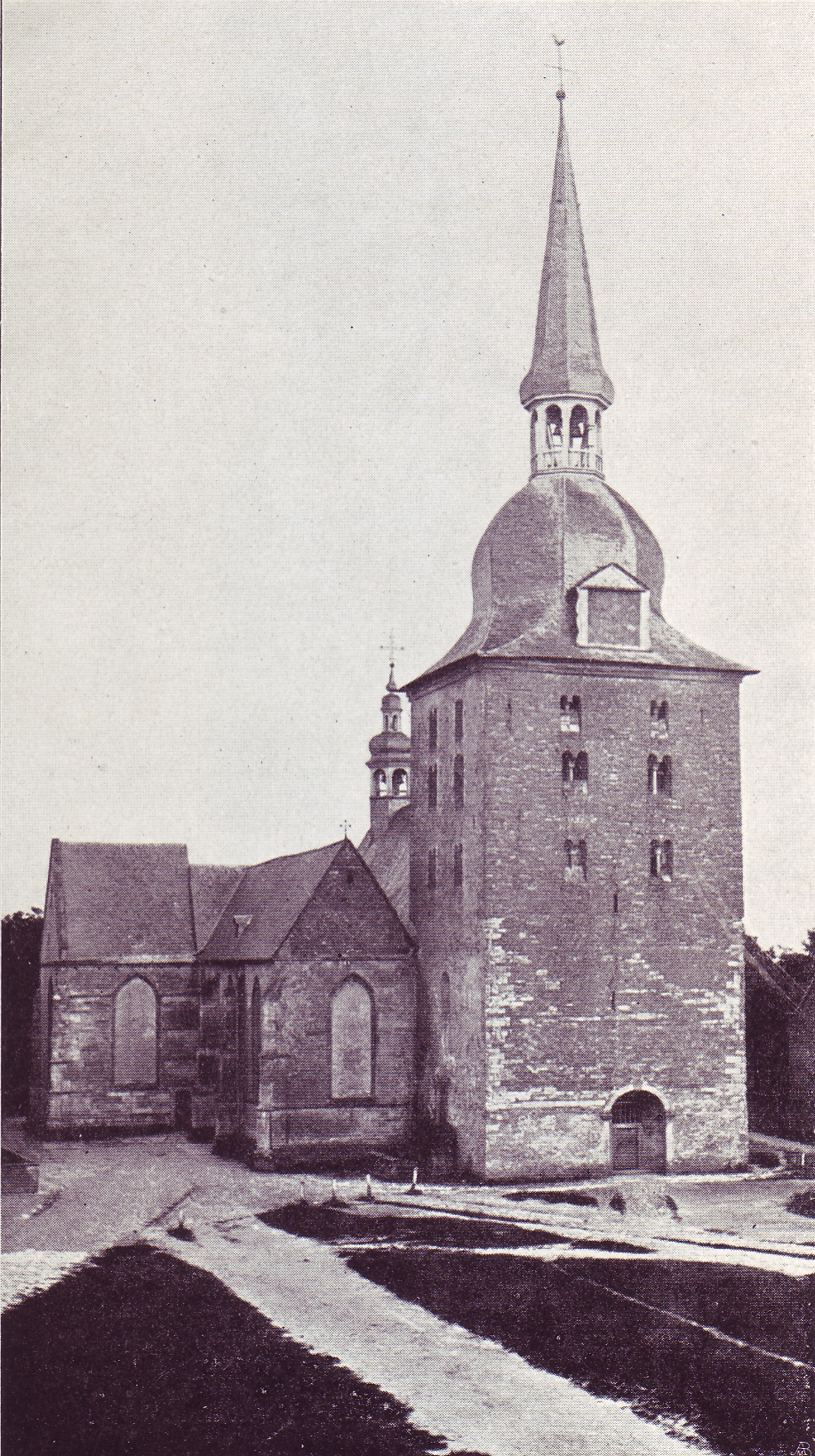
Stiftskirche Borghorst, 968–989 erbaut, 1885 abgebrochen

Das Borghorster Gebiet war schon im 8. Jahrhundert besiedelt, das belegen Baumsargfunde in der Nähe der Pfarrkirche. Die Grafen, welche hier wohnten, führten urkundlich den Namen Grafen von Borchorst oder Edle von Borchorst.
Der Ort wurde am 23. Oktober 968 erstmals in einer Urkunde erwähnt. In dieser Urkunde wurde der Gräfin Bertha und ihrer Tochter Hathewig von Kaiser Otto I. gestattet, ihre befestigte Burg in eine klösterliche Lebensgemeinschaft (Kanonissen), das spätere, freiweltlich-adelige Damenstift Borghorst, umzuwandeln. Auch der Bau der ersten Kirche wurde durch drei Kaiserurkunden bestätigt. Es sind dies die Urkunden der sächsischen Kaiser Otto I., Otto II. und Otto III. aus den Jahren 968, 974 und 989. 1811 wurde das Stift nach 843 Jahren aufgehoben.
Der kostbarste Gegenstand aus der Stiftszeit ist das fast 1000 Jahre alte Stiftskreuz, ein Reliquienkreuz aus goldumkleidetem, mit echten Bergkristallen geschmücktem Eichenholz. Auf der Vorderseite des Kreuzes ist ein Kaiser Heinrich als Stifter bezeichnet, bei dem es sich vermutlich um Heinrich III. handelt. Das ikonographische Programm der Vorderseite, auf der die Essener Stadtheiligen Cosmas und Damian wie auch Petrus und Paulus in derselben Anordnung wie beim Essener Theophanu-Evangeliar abgebildet sind, verweist darauf, dass das Stift Borghorst als Tochtergründung des Stifts Essen entstand. Das Kreuz wurde in der Pfarrkirche St. Nikomedes in Borghorst gezeigt.

#### Spanische Plünderungen
Während des Achtzigjährigen Kriegs, in dem die Niederlande um ihre Unabhängigkeit von Spanien kämpften, besonders in der Zeit von 1578 bis 1603, hatte das Borghorster Damenstift schwer unter den wilden Kriegshorden zu leiden. Ein Bruder oder naher Verwandter der zu dieser Zeit amtierenden Äbtissin Anna von Daun-Falkenstein durchzog 1590 verwüstend das Hochstift Münster. Der Graf von Falkenstein-Oberstein quartierte sich mit dem Grafen von Hollach in Metelen und Borghorst ein. Die damalige Pröbstin von Borghorst, Anna von Stricks, wurde ermordet. In einer Urkunde aus dem Schlossarchiv in Burgsteinfurt wird berichtet, dass über 100 spanische Reiter in die Grafschaft Steinfurt, besonders in das Kirchspiel und Dorf Borghorst, feindlich, bewaffnet und unerwartet eingefallen sind. Unglaubliche Verwüstungen fanden statt, alles Brauchbare und Wertvolle nahmen sie mit. Die Bevölkerung wurde um 250 Stück Vieh und Pferde beraubt.
Borghorst gehörte seit 1816 zum Kreis Steinfurt. Von 1844 bis zur Aufhebung aller preußischen Einzelgemeindeämter im Jahre 1934 bildete die Gemeinde ein eigenes Amt.

#### Nach 1870
Eine schnelle Entwicklung setzte nach dem Deutsch-Französischen Krieg 1870/71 mit der verkehrstechnischen Erschließung und fortschreitenden Industrialisierung des Landes ein. In Borghorst hatten zuvor viele Generationen neben dem Ackerbau die Hausweberei betrieben. Ein großer Teil der Erzeugnisse wurde nach Holland, Spanien und England, sogar bis in deren fernste Kolonien verkauft. Nun entstand eine Vielzahl von Fabriken: Webereien, Spinnereien, Veredlungsbetriebe, Nähereien und Strickereien. Die Entwicklung der Textilindustrie war vor allem mit den Namen Arnold Kock, Lanvers & Brinkhaus, Brinkhaus & Wieschebrink, A. Wattendorff verbunden.
Mit dem fortschreitenden Wachstum wurde 1885 die alte Stiftskirche abgebrochen, um eine neue, erheblich größere Kirche errichten zu können. Diese neue Pfarrkirche St. Nikomedes entstand 1885–1889; ihr Architekt war der in Köln geborene Hilger Hertel der Ältere (1831–1890), der an der Kölner Dombauhütte ausgebildet worden war. Der Kirchenraum hat eine Gesamtlänge von 66 m, ist 26 m breit und 21 m hoch; damit ist die Kirche eine der größten Hallenkirchen in Nordrhein-Westfalen. Die Turmhöhe der Kirche beträgt 99 m. Während der Bauzeit ereigneten sich drei tragische Unfälle, bei denen ein Bauarbeiter schwer und zwei tödlich verletzt wurden.
Um 1950 liefen im Stadtgebiet noch rund 100.000 Spindeln und 2.600 Webstühle. Von dieser blühenden Textilindustrie ist nicht viel geblieben. Nur vereinzelt sind heute noch Betriebe in der Textilproduktion tätig. Viele ehemalige Produktionsstätten namhafter Unternehmen wurden abgerissen, stehen leer oder werden heute anderweitig genutzt. Eine Ausnahme bildet die 1875 gegründete Arnold Kock Textil, die 2014 vom Borkener Textilbetrieb Wilh. Wülfing GmbH & Co. KG übernommen wurde und in Borghorst fortgeführt wird.
Am 21. Mai 1950 wurde Borghorst zur Stadt ernannt.
Im Ortskern schließt das neue BWS-Zentrum unmittelbar an die Fußgängerzone an. Der unter Denkmalschutz stehende Schornstein (einer von zwei Schornsteinen mit eisernem Löschwasserbehälter) der ehemaligen Borghorster Warps-Spinnerei (BWS) blieb bei Errichtung des Einkaufszentrum als Erinnerung an die Epoche der Textilindustrie in Borghorst stehen.

#### Zweiter Weltkrieg
In den Jahren 1939 bis 1945 fanden zahlreiche Bombardierungen im Stadtgebiet statt.
Borghorst ergab sich am 31. März 1945 kampflos den einrückenden britischen Truppen.
Die Aktion Stolpersteine protestierte 2014 gegen den Abriss der Villa Heimann.

### Einwohnerentwicklung
| Jahr | Borghorst                | Burgsteinfurt            |
| ---- | ------------------------ | ------------------------ |
| 1793 |                          | 2200                     |
| 1810 | 2181                     |                          |
| 1820 | 2530                     |                          |
| 1871 | 3677                     | 3261                     |
| 1910 | 8572                     | 5708                     |
| 1951 | 14650                    | 11798                    |
| 1961 | 15527                    | 12241                    |
| 1970 | 17238                    | 12349                    |
| 1974 | 17619                    | 13272                    |
| 2002 | 19541                    | 14812                    |
| 2003 | 19721                    | 14844                    |
| 2004 | 19808                    | 14963                    |
| 2005 | 19772                    | 15069                    |
| 2006 | 19789                    | 14999                    |
| 2007 | 19691                    | 15038                    |
| 2008 | 19619                    | 14883                    |
| 2009 | 19531                    | 14794                    |
| 2010 | 19490                    | 14640                    |
| 2011 | 19326                    | 14597                    |
| 2012 | 19222                    | 14648                    |
| 2013 | 19097                    | 14625                    |
| 2014 | 19146                    | 14659                    |
| 2016 | Steinfurt gesamt: 33.633 | Steinfurt gesamt: 33.633 |

Burgsteinfurt

Einwohnerentwicklung von Borghorst (blau) und Burgsteinfurt (rot) von 1793 bis 2014 nach nebenstehender Tabelle

- 1925 waren für die Stadt Burgsteinfurt 1593 Adressen im Adressbuch registriert, im Amt Steinfurt 345. Das Adressbuch der Stadt Burgsteinfurt und des Amtes Burgsteinfurt von 1925 bis 1926 ist online abrufbar.
- Im Jahre 1951 lebten in Burgsteinfurt (einschließlich der Bauerschaften) 11.798 Einwohner.
- Am 31. Dezember 2004 sind es 14.936 Einwohner.

Borghorst
- Um 1810 hatte Borghorst 347 Wohnhäuser und rund 2181 Einwohner.
- Im Jahre 1820 waren es schon 2530 Einwohner, darunter 2498 Katholiken, 6 Protestanten und 26 Juden.
- 1951 lebten hier 14.650 Menschen, einschließlich der Bauerschaften.
- Am 31. Dezember 2008 sind es 19.619 Borghorster.

### Alte Schreibweisen / Namenkunde

#### Burgsteinfurt
Stenvorde, Burgsteinfurt
→ „Burg an der steinernen Furt“

#### Borghorst
Burhurst, Bornhorst, Burchorst, Burchurst, Borchorsth, Borchorst, Borghorst
Das Wort Burchurst ist ein zusammengesetztes und besteht aus Burc und hurst. Dabei bezeichnet „Burc“ eine Burg oder ein befestigtes Schloss (castrum), während mit hurst oder horst der Wald gemeint ist.
→ „Die Burg im Wald“

#### Dumte
Dume, Dumethe (1283), Dummete (1439), Dumete (1090)
Dumme, zu westfälisch dummerig, feucht, dumpfig (von Land); hochdeutsch dumm, von feuchtem Salze, bei Luther, norwegisch-dialektisch dumma, Unklarheit der Luft, Nebeldecke.

#### Ostendorf
Der Name wird von einem Hof gleichen Namens (14. Jahrhundert) abgeleitet.
„dat hues ton ostendorpe“ – gemeint ist ein Bauerschaft- und Hofname im Osten von Borghorst.

#### Wilmsberg
Wilmesberghe, seit 1203 Wilmsberg
Der Name Wilmsberg stammt von einem alten Rittergeschlecht.

### Religionen
Der Ortsteil Burgsteinfurt ist Sitz einer evangelischen Enklave im katholischen Münsterland.
In den Grafschaften Bentheim-Steinfurt führt Graf Arnold II. 1544 die lutherische Lehre ein. Ab 1588 setzt sich ein allmählicher Wechsel von der lutherischen hin zur calvinistischen Richtung durch. Dieser ist etwa 1598 abgeschlossen.
Der Ortsteil Borghorst ist überwiegend römisch-katholisch.
Kirchengemeinden:
- evangelisch
  - Ev. Kirchengemeinde Burgsteinfurt
  - Evang.-Luth. Kirchengemeinde St. Johannes (Selbständige Evangelisch-Lutherische Kirche)
  - Ev. Kirchengemeinde Borghorst-Horstmar

- katholisch (Bistum Münster, Kreisdekanat Steinfurt, Dekanat Steinfurt)
  - Kath. Pfarrgemeinde St. Nikomedes, bestehend aus der Pfarrkirche St. Nikomedes (Ortsteil Borghorst) sowie den ehemaligen Pfarrkirchen St. Mariä Himmelfahrt (Ortsteil Borghorst, Fusion im Sommer 2005) und St. Johannes Nepomuk (Ortsteil Burgsteinfurt, Fusion im Herbst 2014)

- andere Religionsgemeinschaften
  - Türkische Islamische Union e. V.
  - Islamisches Kulturzentrum Köln e. V.
  - Neuapostolische Kirche
  - Freie Christengemeinde

## Politik

### Stadtrat

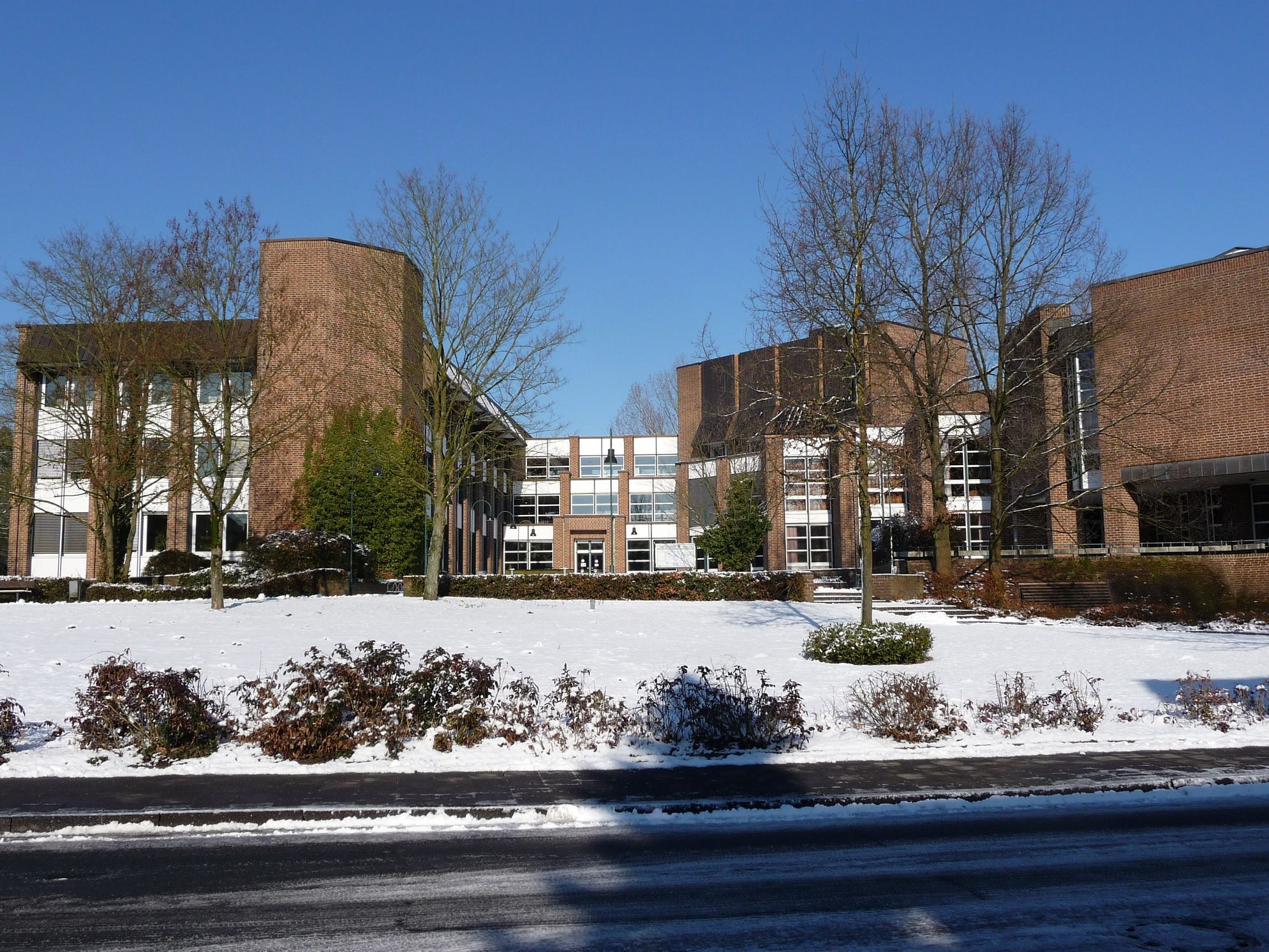
Rathaus Steinfurt

Der Rat der Stadt Steinfurt besteht aus 54 Ratsmitgliedern (2014: 46) und dem Bürgermeister. Die Kommunalwahl am 13. September 2020 führte zu folgendem Ergebnis:
| Partei / Liste                          | Stimmenanteil | +/− %p | Sitze | +/− |
| CDU                                     | 36,2 %        | − 1,8  | 20    | + 3 |
| GRÜNE                                   | 19,3 %        | + 8,8  | 10    | + 5 |
| SPD                                     | 18,3 %        | − 7,1  | 10    | − 2 |
| FDP                                     | 09,1 %        | + 2,1  | 5     | + 2 |
| Freie Wähler Steinfurt (FWS)            | 09,1 %        | − 0,3  | 5     | + 1 |
| Grün-Alternative Liste Steinfurt (GAL)0 | 08,1 %        | + 1,4  | 4     | + 1 |
| Wahlbeteiligung: 56,85 %                |               |        |       |     |

### Bürgermeister
- Claudia Bögel-Hoyer (FDP)
- Hans Günther Hahn (1. stellvertretender Bürgermeister / CDU)
- Karin König (2. stellvertretende Bürgermeisterin / Bündnis 90/Die Grünen)

Bei der Bürgermeisterwahl am 13. September 2015 wurde die ehemalige FDP-Bundestagsabgeordnete Claudia Bögel-Hoyer gegen den mit Unterstützung von SPD und CDU erneut angetretenen Amtsinhaber Hoge zur neuen Bürgermeisterin gewählt. Bei der Kommunal am 13. September 2020 wurde sie als Einzelbewerberin mit 61,1 % der gültigen Stimmen im Amt bestätigt.

### Städtepartnerschaften
- Rijssen-Holten – Niederlande (seit 1974)
- Liedekerke – Belgien (seit 1975)
- Neubukow – Mecklenburg-Vorpommern (seit 1990)

### Rechte
Burgsteinfurt erhielt das Stadtrecht bereits 1347 von den Edelherren. Nach dem Aussterben der Edelherren erwarb die Stadt von deren Nachfolgern, den Grafen von Bentheim aus dem Hause Götterswick bei Dinslaken, durch Schenkung und Kauf weitere Stadtrechte wie Wegegeld und das Recht zur Erhebung der Biersteuer. Seit 1536 verfügte die Stadt Burgsteinfurt aufgrund dessen über die volle Selbstverwaltung durch gewählte Bürgermeister, Schöffen und Ratsherren. Das besondere Selbstbewusstsein der Bürgerschaft zeigte sich im 1561 erbauten Rathaus, das zu den bau- und kunsthistorischen Kleinoden der Kreisstadt zählt.

Wappen Borghorst 1930 bis 1975
Wappen Burgsteinfurt bis 1975

Borghorst erhielt 1930 das Recht, ein Gemeindewappen zu führen. Das Stadtrecht erhielt Borghorst am 21. Mai 1950.

### Wappen
Im silbernen Schild zeigt das Borghorster Wappen neun blaue Rauten. Es ist das abgewandelte Wappen der Burgmänner von Borghorst zu Horstmar. Diese Burgmänner gehörten zu den Ministerialen oder Dienstmannen des Bischofs von Münster.
Das Wappen von Burgsteinfurt wurde dem Stadtsiegel aus dem Jahre 1635 entnommen. Es handelt sich um einen roten Torbau, auf goldenem Grund. Die Darstellungen der Türme symbolisieren die beiden Türme der Hohen Schule und den Turm des Rathauses, aus dem Jahr 1561.

## Kultur und Sehenswürdigkeiten

### Heimatpflege
Nicht nur die plattdeutsche Sprache wird im gesamten Steinfurter Bereich gepflegt, auch das Schützenwesen ist eine alte Tradition der Steinfurter. Zudem arbeiten die Heimatvereine der beiden Ortsteile die Heimatgeschichte auf. So werden auch denkmalgeschützte Häuser gepflegt.
Das Domizil des Borghorster Heimatvereins ist das ehemalige Borghorster Rathaus, in dem auch das örtliche Heimatmuseum untergebracht ist. Dort befinden sich neben Zeugnissen bäuerlichen Lebens und Arbeitens, des Handwerks und der Textilindustrie, der Kirche und des Stifts noch sogenannte Torsten aus der St.-Nikomedes-Pfarrei. Der Burgsteinfurter Heimatverein hat seinen Sitz in der Niedermühle, an der Aa.

### Bauwerke

#### Burgsteinfurt
- Schloss Burgsteinfurt, eine Wasserburg aus dem 12. Jahrhundert, wird von der Familie des Fürsten zu Bentheim-Steinfurt bewohnt
- weitläufige Parkanlage Bagno, im Rahmen der Regionale 2004 saniert,
  - mit der ältesten freistehenden Konzertgalerie Europas
- Hohe Schule Steinfurt, die erste reformierte Hochschule in Westfalen, heute Sitz der Volkshochschule
- Altes Rathaus Steinfurt
- Marktplatz mit Bürgerhäusern aus der Renaissance (Markt 16) und dem Biedermeier (Markt 13)
- Schlossmühle
- Große Kirche
- Kleine Kirche

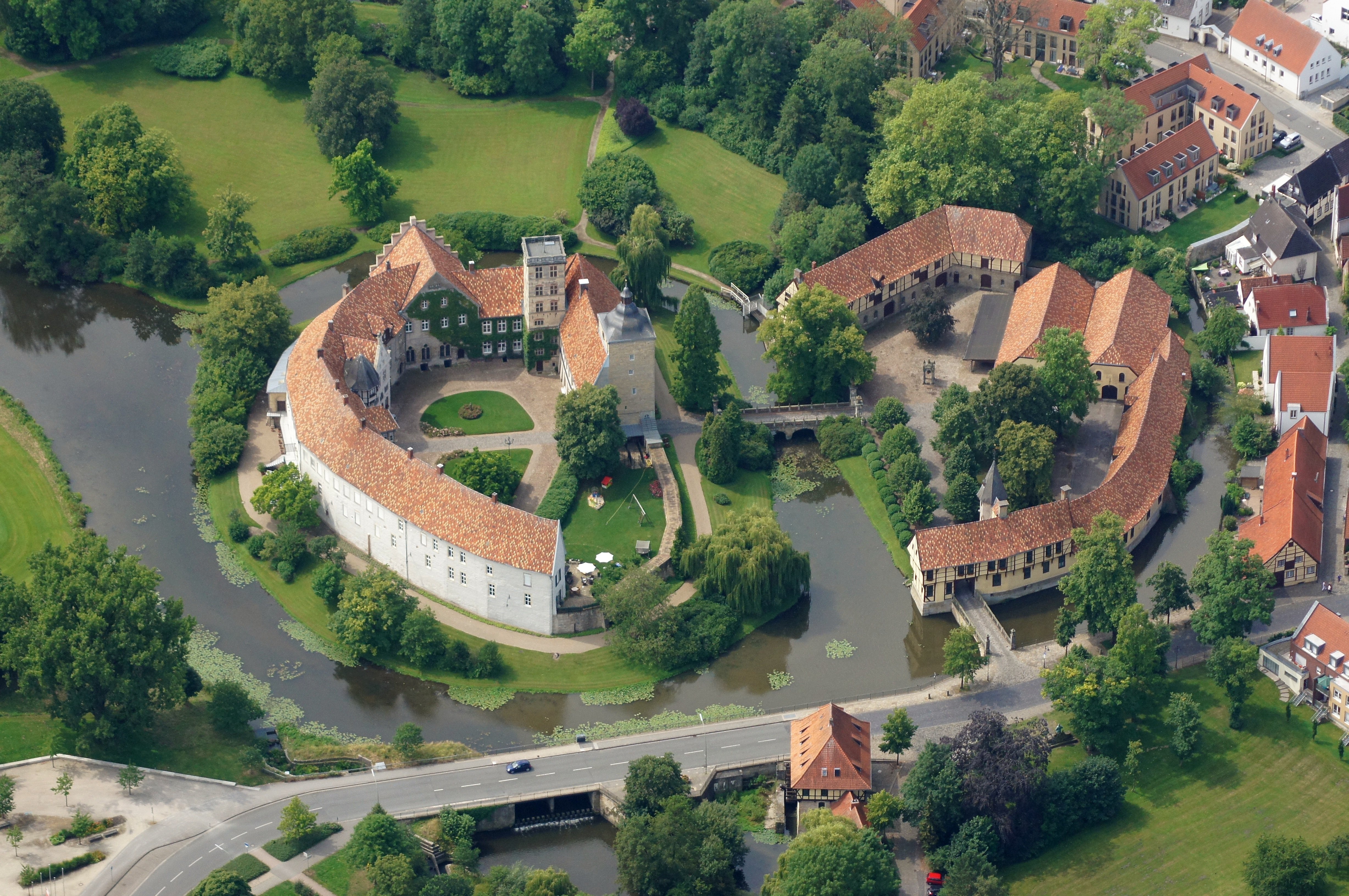
Schloss Burgsteinfurt
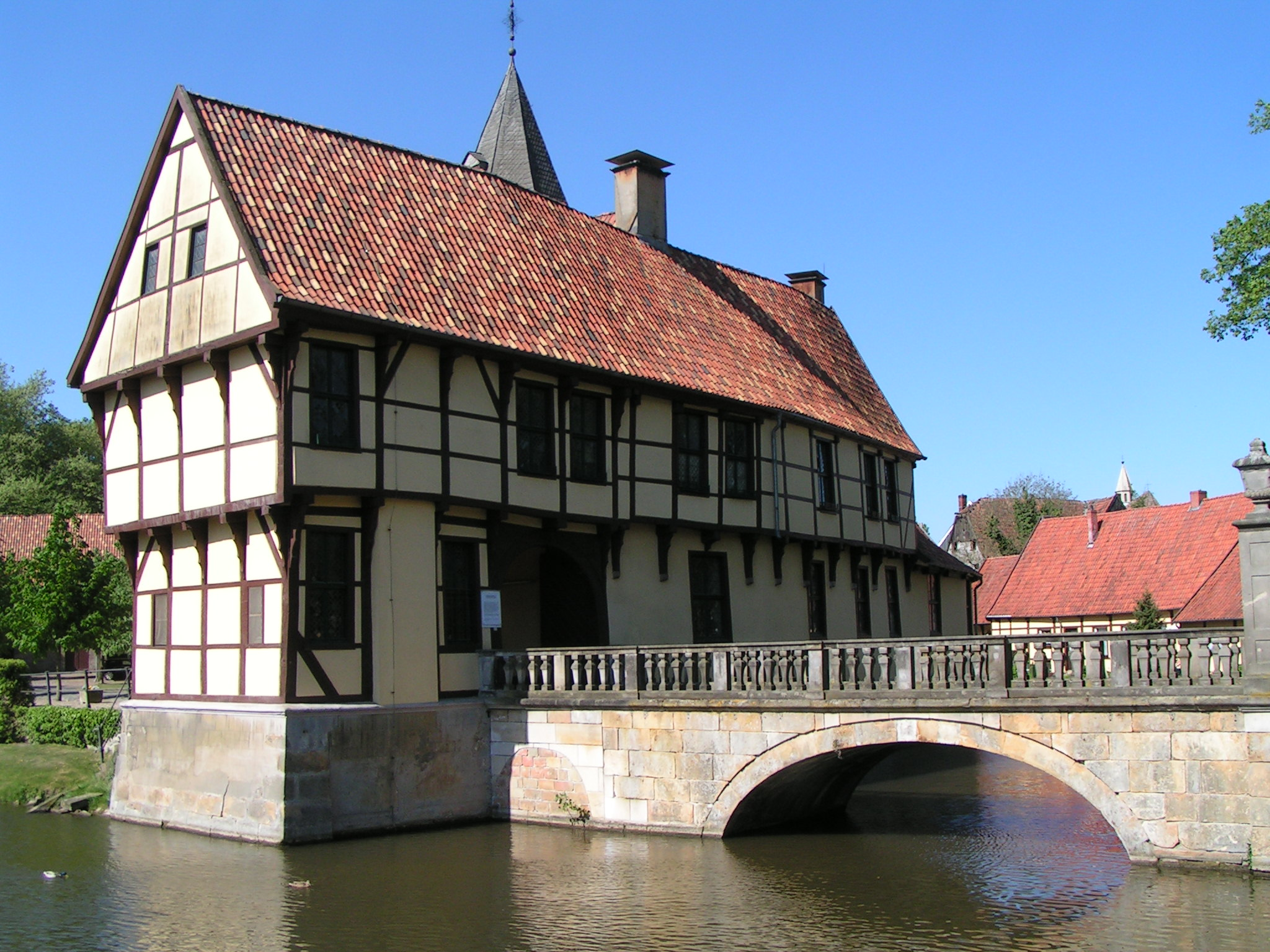
Torhaus des Schlosses Burgsteinfurt
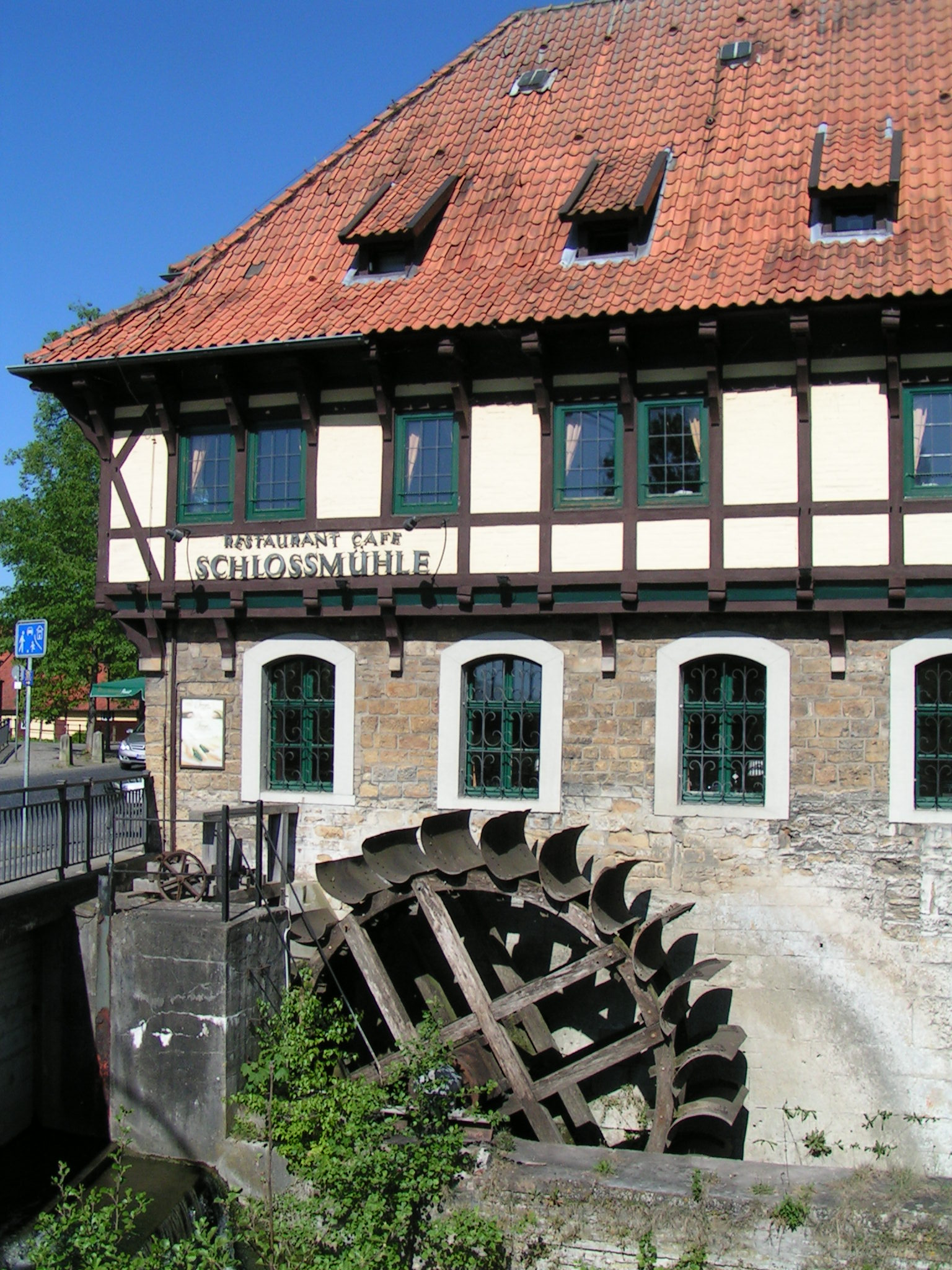
Schlossmühle in Burgsteinfurt
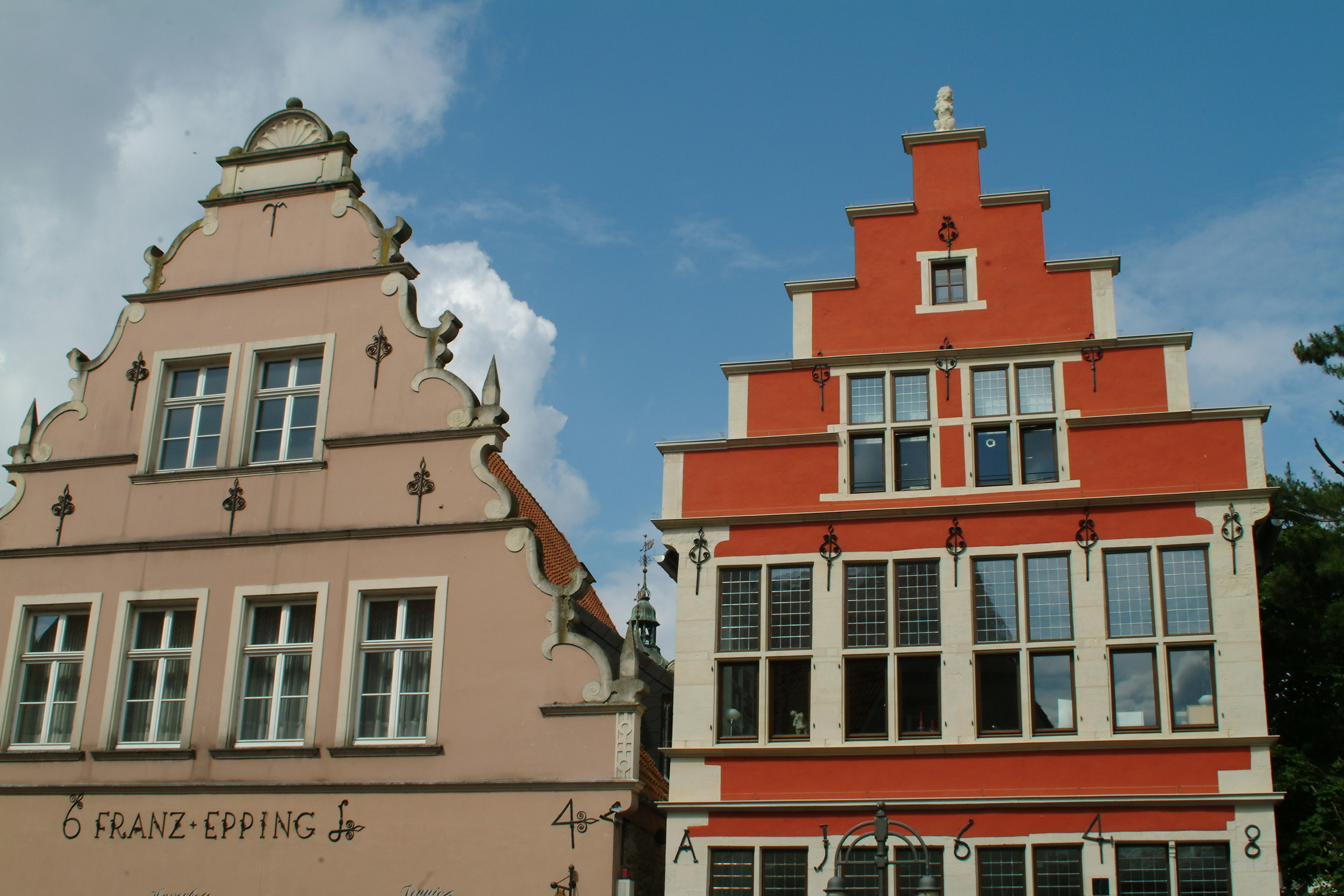
Professorenhäuser am Markt
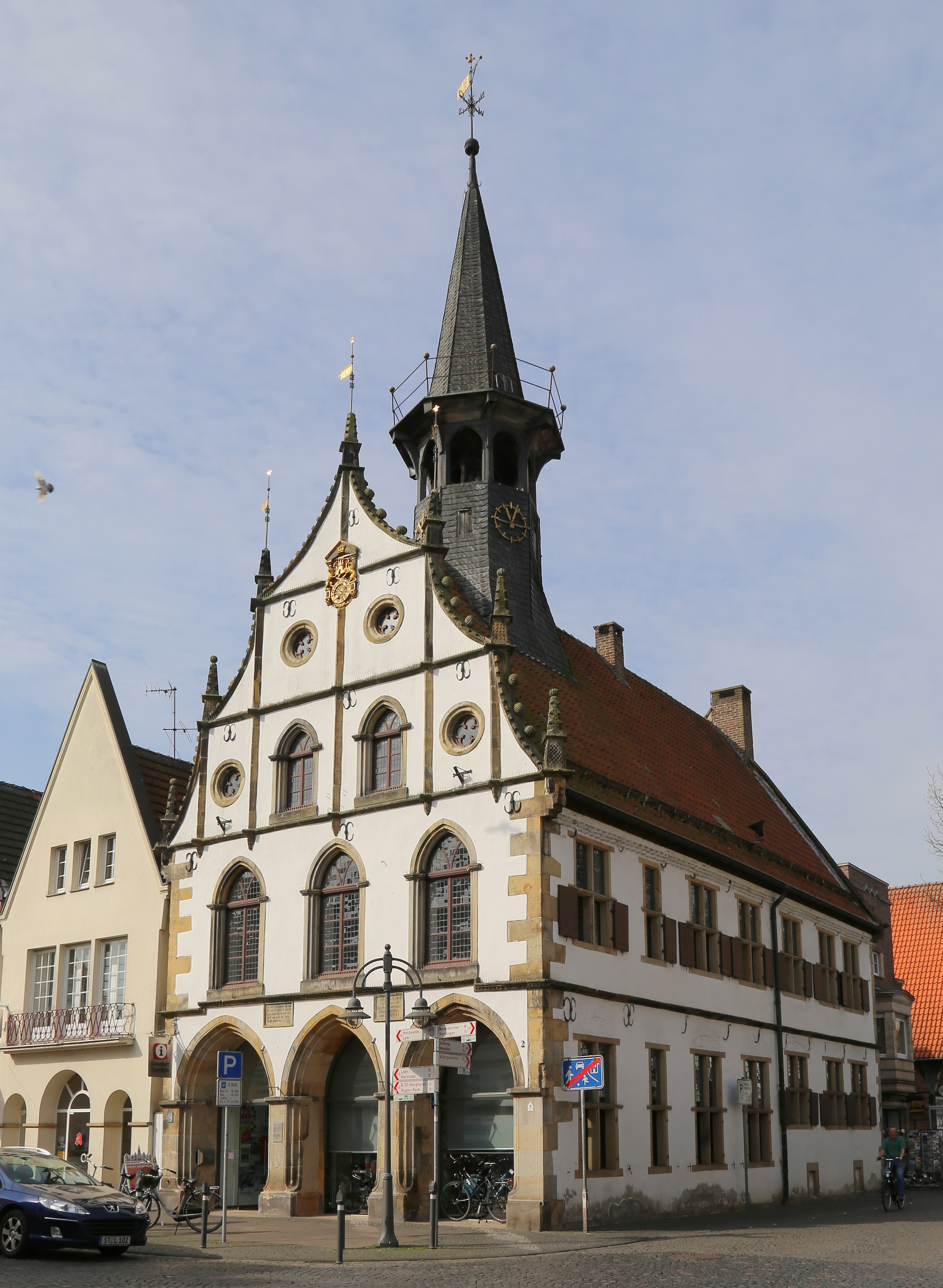
Altes Rathaus am Markt
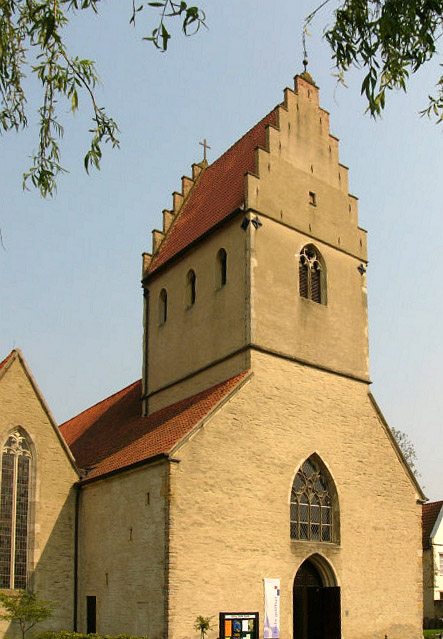
Große Kirche Burgsteinfurt
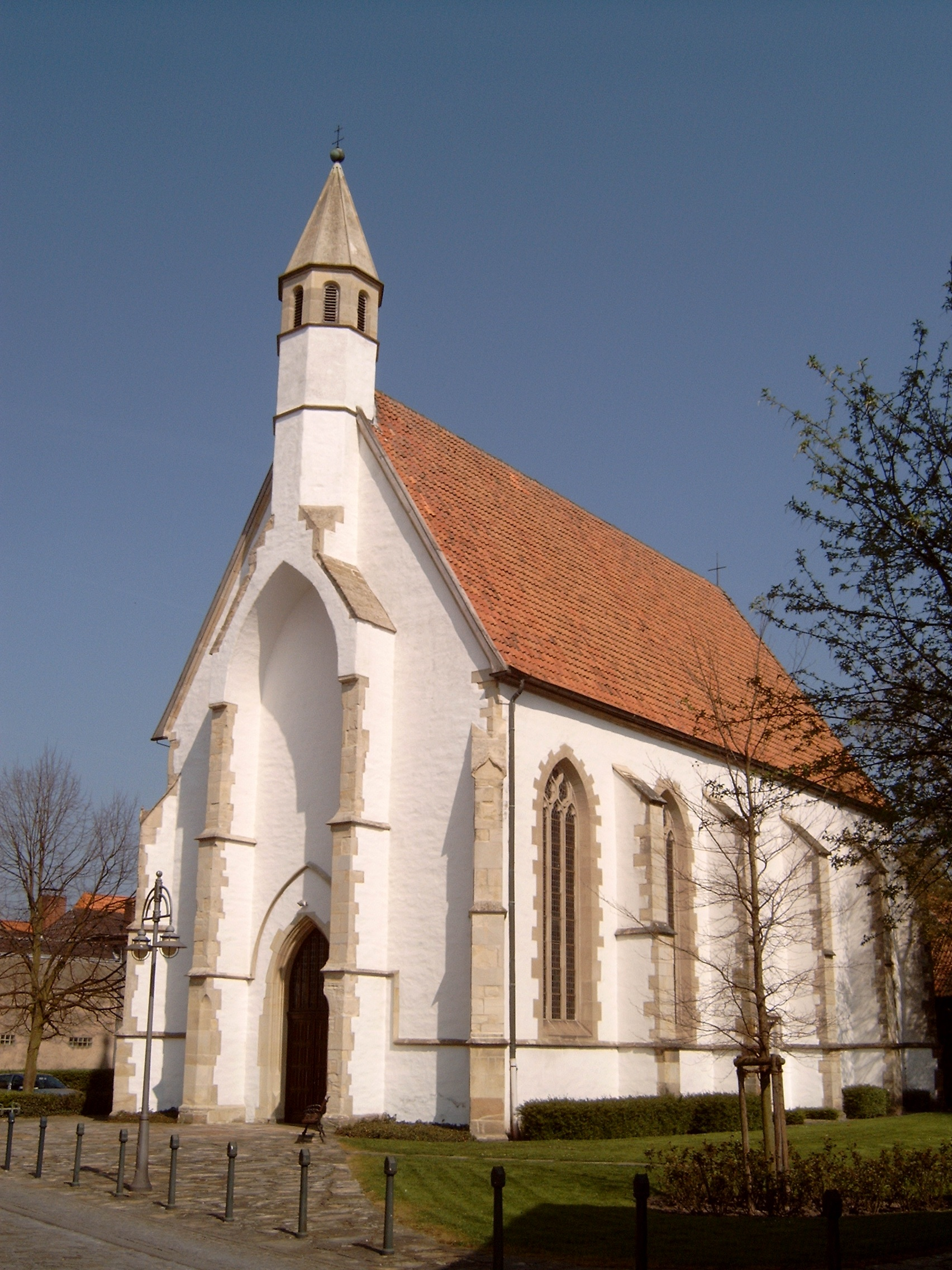
Kleine Kirche Burgsteinfurt
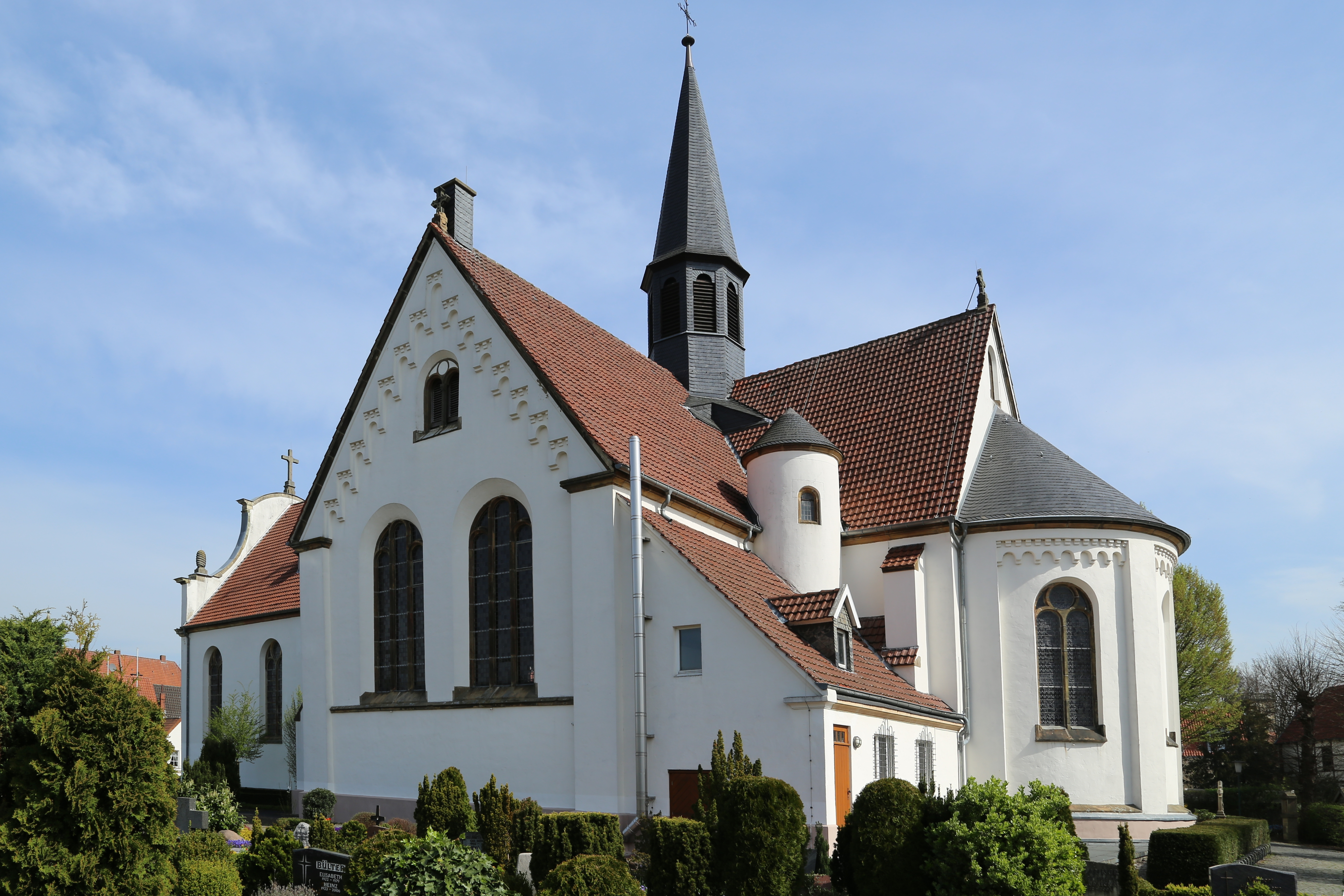
Katholische Pfarrkirche St. Johannes Nepomuk

#### Borghorst
- Ackerbürgerhaus Buckshook (ältestes erhaltenes Wohnhaus aus dem Jahre 1657)
- Aloysiuskapelle
- Heimatmuseum im alten Rathaus
- Heinrich-Neuy-Bauhaus-Museum
- Stiftskammer St. Nikomedes
- Katholische Pfarrkirche St. Nikomedes

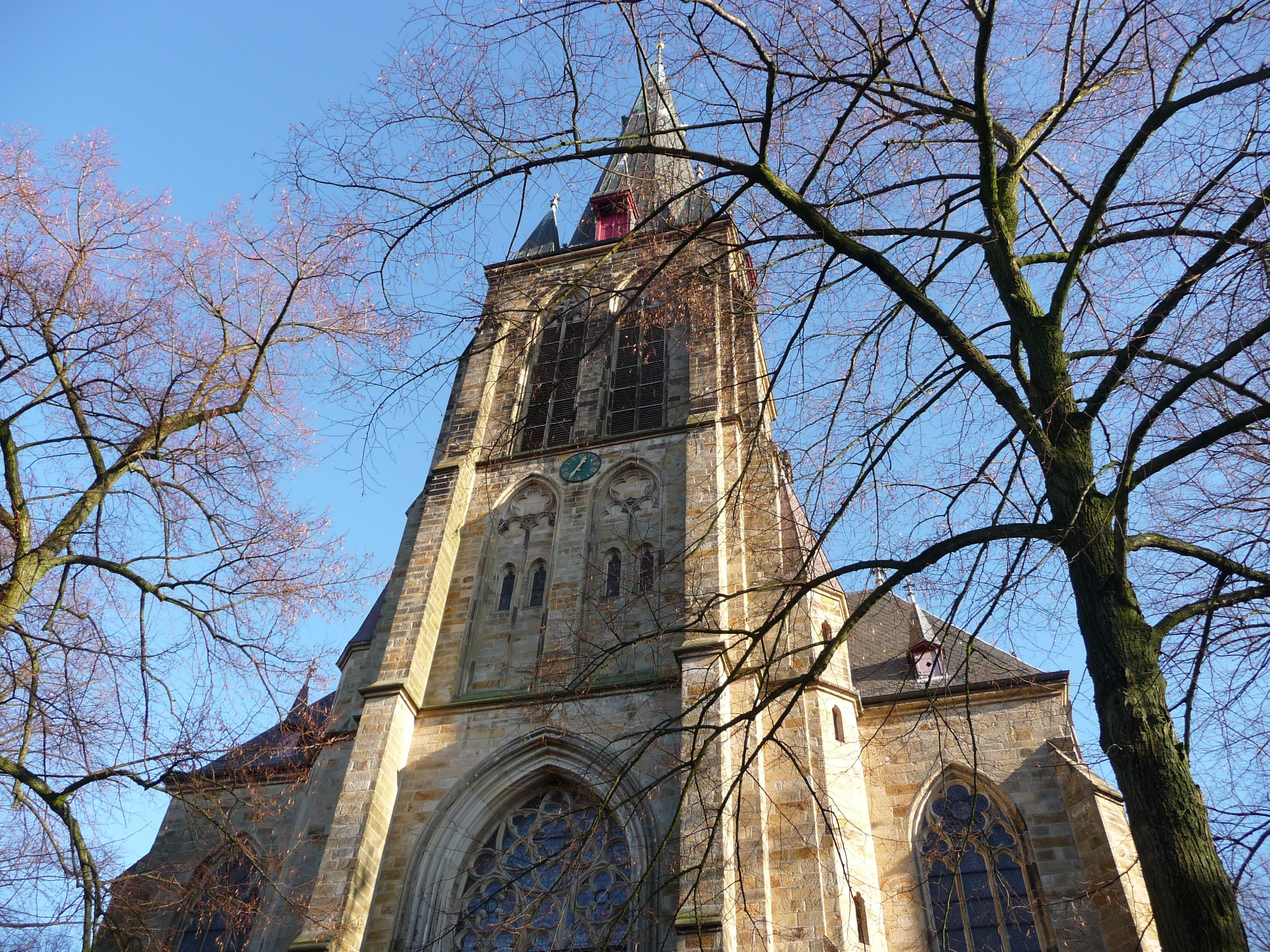
Pfarrkirche St. Nikomedes, Borghorst
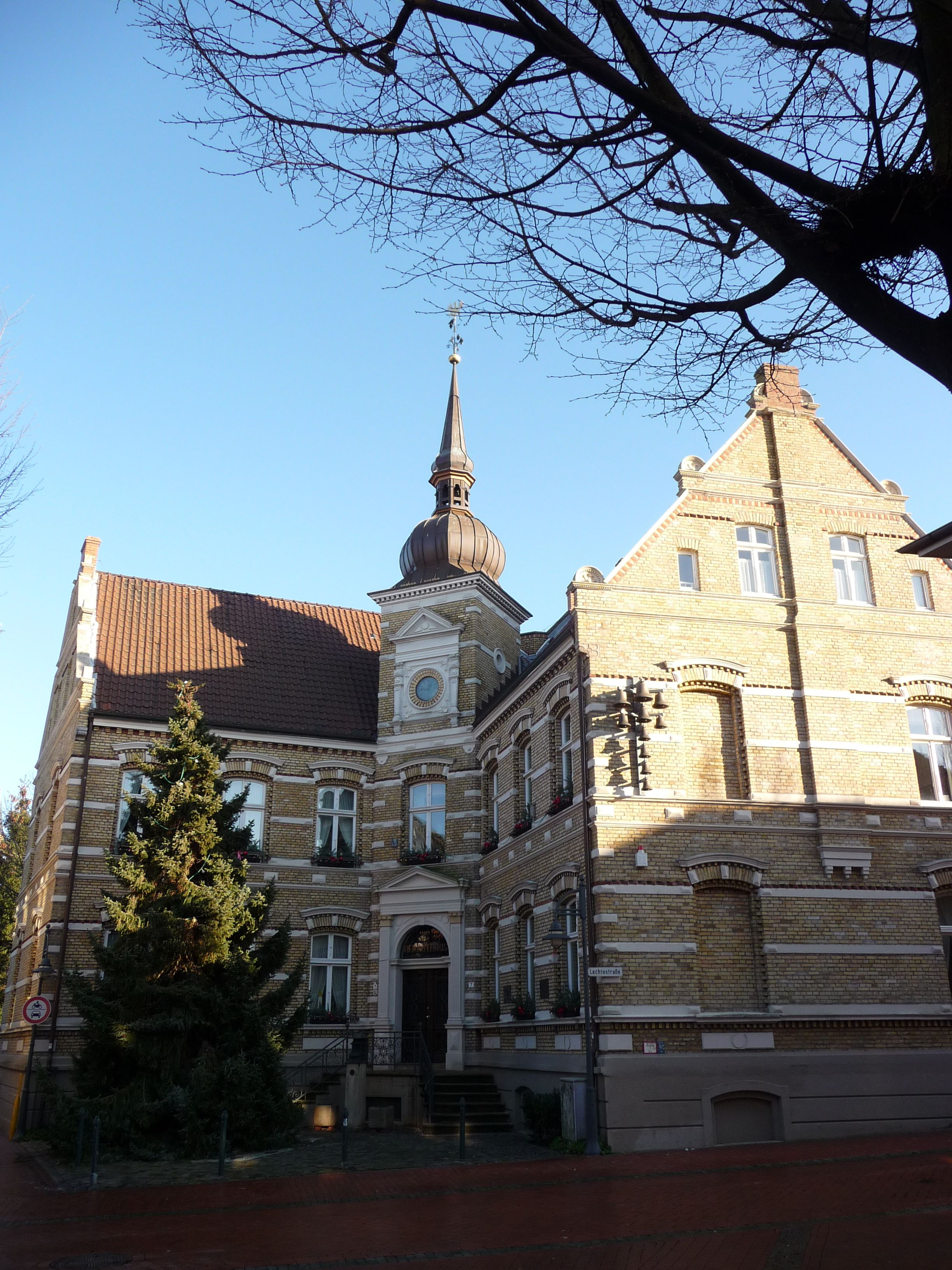
Heimatmuseum in Borghorst
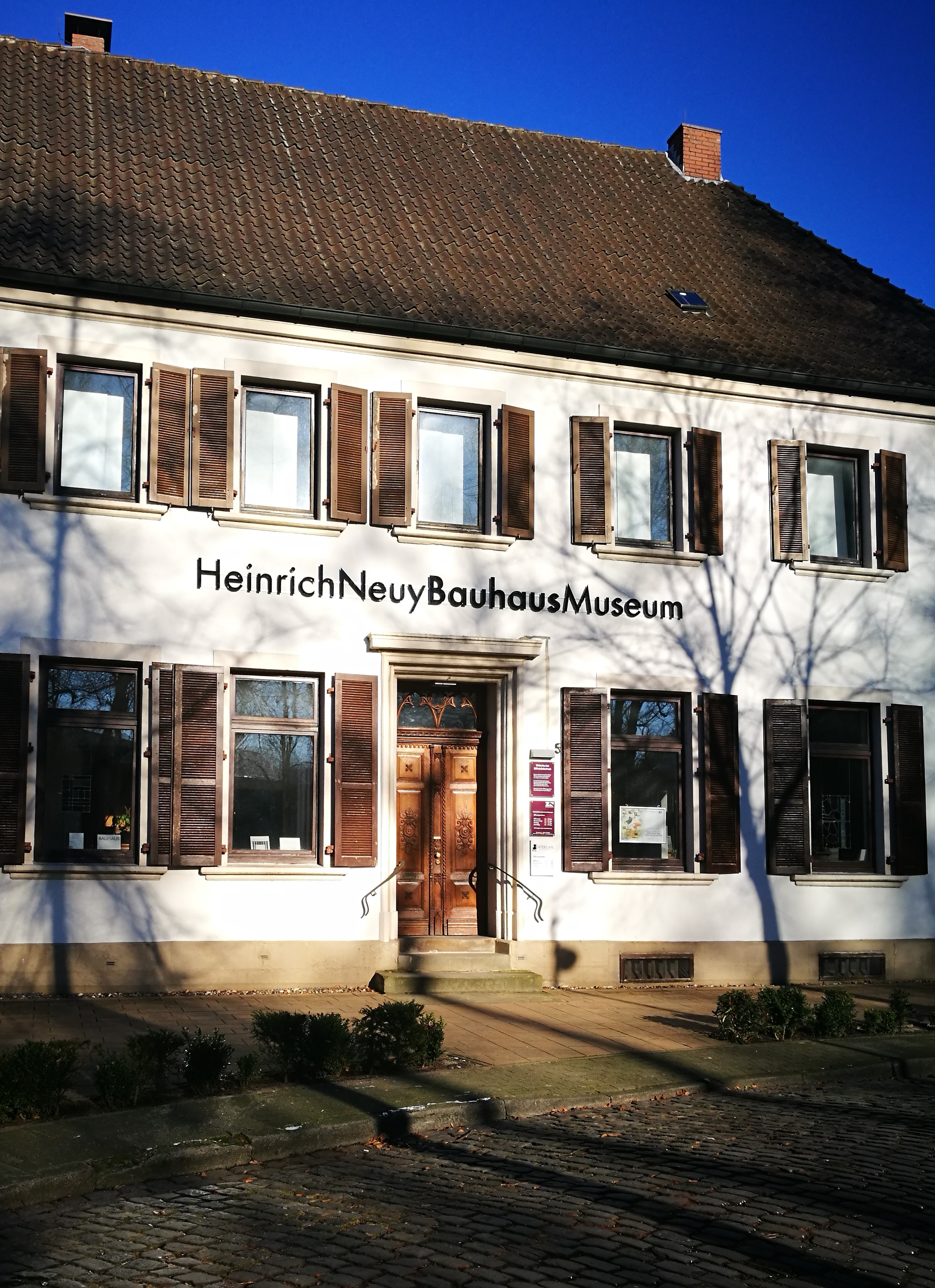
Heinrich-Neuy-Bauhaus-Museum, Borghorst

### Parks

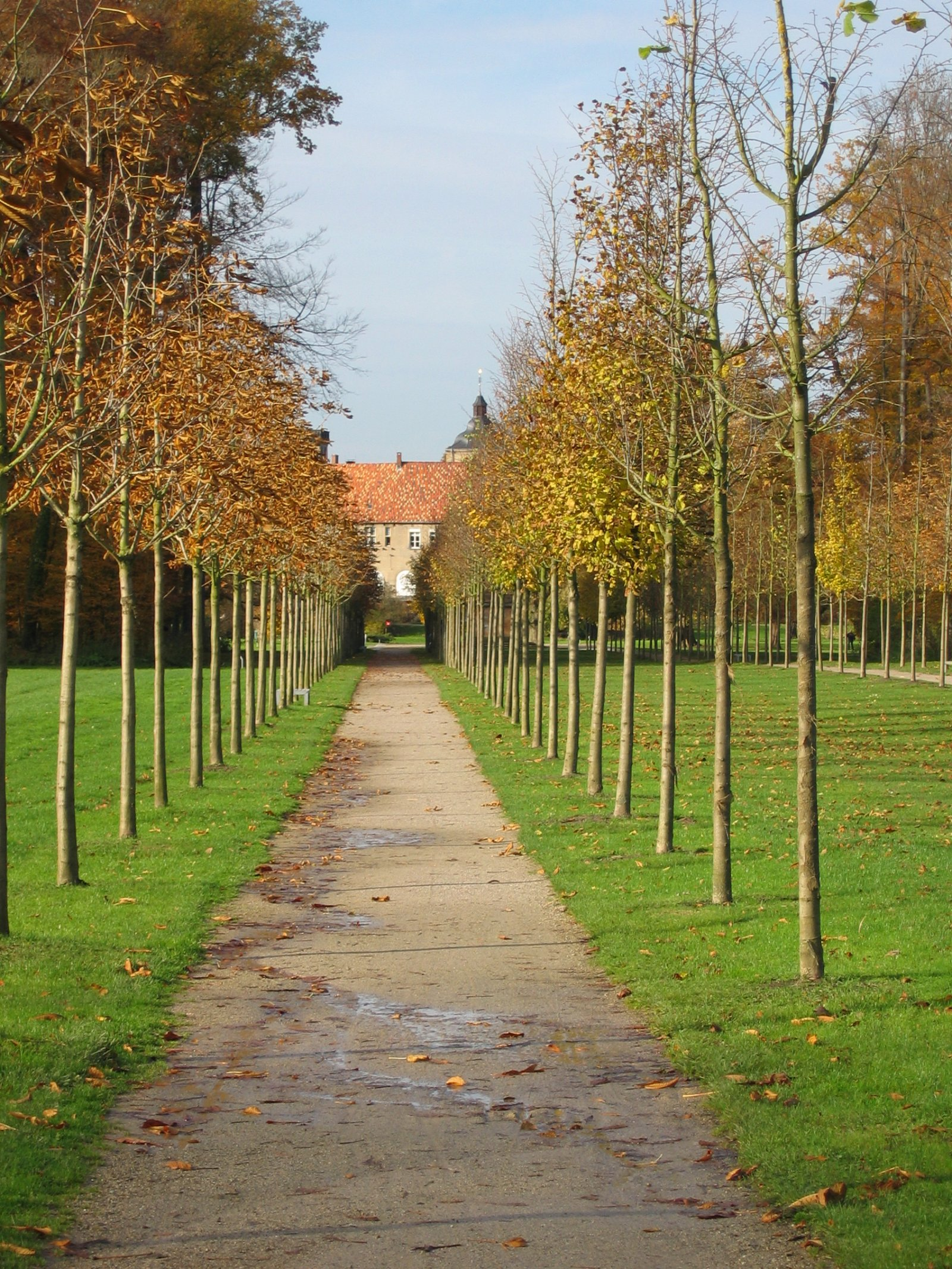
Die im Jahr 2003 wiederhergestellte „Große Allee“ im Steinfurter Bagno, mit Blick auf das Schloss.

- Das Bagno (1774 angelegter, ehemaliger Lustgarten des Grafen zu Bentheim-Steinfurt)
- Kreislehrgarten Steinfurt
- Erholungsgebiet „Buchenberg“

### Regelmäßige Veranstaltungen
- Schweinemarkt
- Brunnenfest
- Marktschreierwochenende
- Leinen u. Handwerkermarkt
- Erntedankmarkt
- 2 mal im Jahr Kirmes in den Ortsteilen
- Schützenfeste
- Karnevalsumzug in Borghorst
- Kinder-Karnevalsumzug in Burgsteinfurt
- Emmausgang der „Schütten tho Borchorst“ (am Ostersonntag)
- Oldie-Night
- Sinfonic Rock Night[12]
- Italienischer Abend
- Wein- und Braufest
- International Race Days
- Nikolausmarkt
- Weihnachtsmarkt
- Historisches Stadtspiel „Steinfurt Anno 1604“

- 1984 bis 2011: Steinhart 500 Marathon Steinfurt-Marathon

## Wirtschaft und Infrastruktur

### Verkehr

#### Straßenverkehr
Die Bundesautobahnen A 1 und A 31 sind von Steinfurt über die Bundesstraße 54 erreichbar.
Im Stadtgebiet befinden sich des Weiteren folgende sechs Landesstraßen: L 510 (Gronau–Burgsteinfurt–Borghorst–Münster), L 559 (Burgsteinfurt–Nordwalde), L 567 (Burgsteinfurt–Wettringen), L 578 (Burgsteinfurt–Rheine-Elte), L 580 (Neuenkirchen–Burgsteinfurt–Dülmen) und L 590 (Borghorst–Hörstel-Riesenbeck).

#### Bahn- und Busverkehr

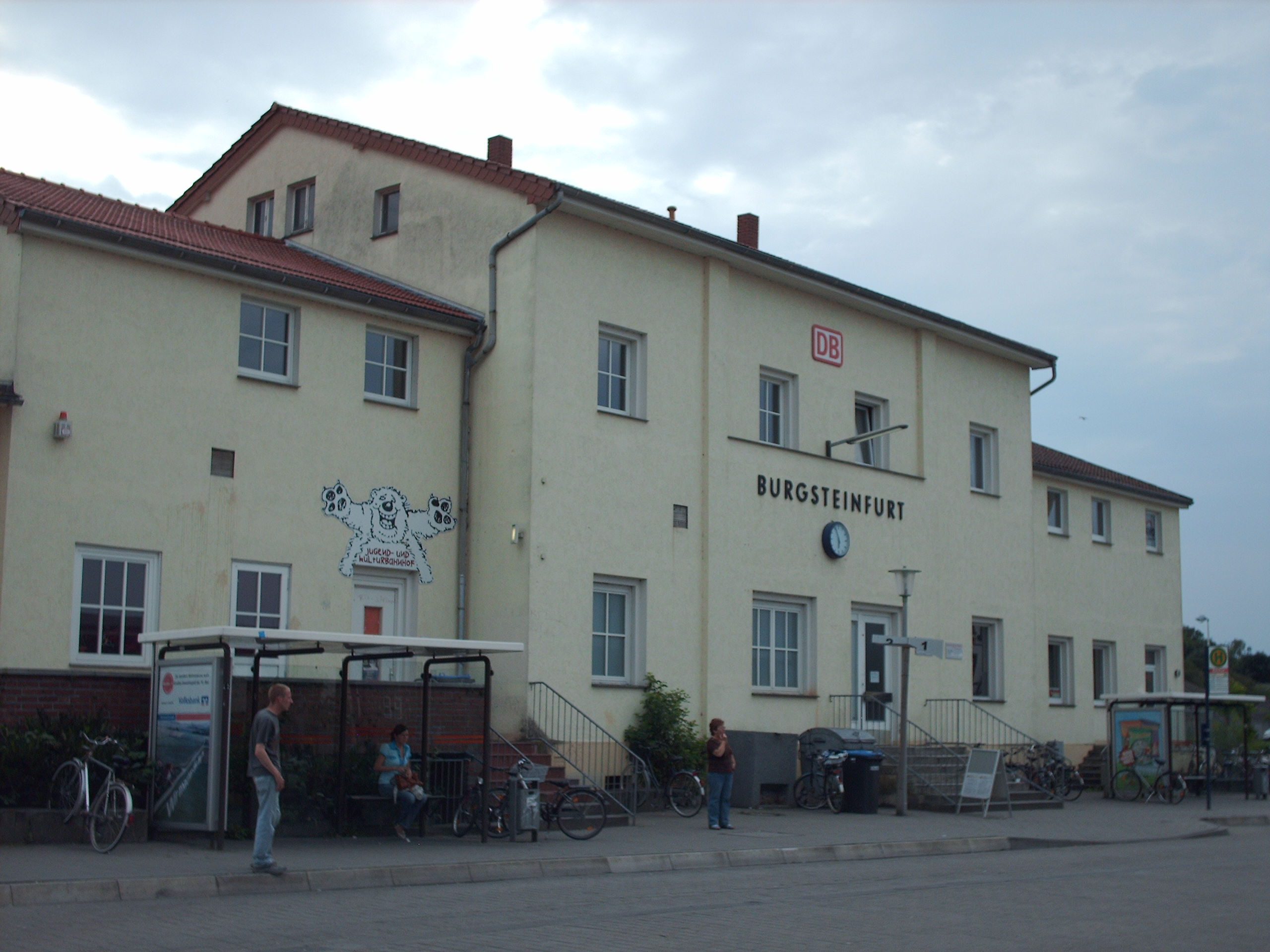
Bahnhofsgebäude Burgsteinfurt

Die Stationen Steinfurt-Burgsteinfurt, Steinfurt-Borghorst und Steinfurt-Grottenkamp werden im Stundentakt von der RB 64 „Euregio-Bahn“ Münster Hbf–Gronau–Enschede (NL) bedient. Zu den Hauptverkehrszeiten verkehren die Züge im Halbstundentakt. Der Bahnhof Steinfurt-Burgsteinfurt war zudem Umstiegsbahnhof für die Eisenbahnstrecke von Rheine nach Coesfeld und Anfangspunkt der Strecke über Ahaus nach Borken, die jedoch beide weitgehend zurückgebaut wurden.
Regionalbusse fahren im regelmäßigen Taktverkehr in die umliegenden Städte. Steinfurt gehört zur Verkehrsgemeinschaft Münsterland (VGM); die Fahrpreise werden nach dem Westfalentarif berechnet.

#### Flugverkehr
In etwa 25 km Entfernung befindet sich der Flughafen Münster/Osnabrück. In Borghorst-Füchten gibt es einen Segelflugplatz.

#### Wasserstraßen
Der Dortmund-Ems-Kanal befindet sich rund 25 km von Steinfurt entfernt.

### Energie
Im Stadtgebiet befinden sich der Bürgerwindpark Hollich und der Bürgerwindpark Hollich Sellen. Diese Windparks haben erheblich dazu beigetragen, dass Steinfurt seit 2016 seinen Energiebedarf bilanziell durch die Produktion von regenerativen Energien decken kann. Damit wurde eines der sechs Klimaschutzziele der Stadt neun Jahre vor der Frist erreicht.

### Öffentliche Einrichtungen
- Post: Zur Entwicklung des Postwesens in und um Burgsteinfurt und Borghorst siehe Postgeschichte von Steinfurt.
- Amtsgericht Steinfurt
- Agentur für Arbeit Rheine, Geschäftsstelle Steinfurt
- Stadtwerke Steinfurt
- Bäderbetrieb der Stadt Steinfurt
- Finanzamt Steinfurt
- Kreisverwaltung
- Kreispolizeibehörde
- Freiwillige Feuerwehr mit Rettungswachen und Feuerwehrhäusern in beiden Ortsteilen

### Bildung
In Steinfurt finden sich Grund- und Weiterführende Schulen, einschließlich des traditionsreichen Gymnasiums Arnoldinum, einem Nachfahren der Hohen Schule. Die Fachhochschule Münster unterhält in Steinfurt fünf Fachbereiche für Chemieingenieurwesen, Elektrotechnik und Informatik, Maschinenbau, Energie, Gebäude, Umwelt und Physikalische Technik.
- 26 Kindergärten
- Acht Grundschulen
- Schule am Bagno (Hauptschule)
- Realschule am Buchenberg und Städtische Realschule Burgsteinfurt
- Gymnasium Arnoldinum und Gymnasium Borghorst
- Zwei Förderschulen: St. Elisabeth-Schule und Michael-Ende-Schule (ehemalige Erich-Kästner-Schule)
- Zwei Berufskollegs: Technische Schulen des Kreises Steinfurt und Hermann-Emanuel-Berufskolleg[16]
- Musikschule
- Familienbildungsstätte
- Volkshochschule

In Steinfurt liegt der drei Hektar großen Kreislehrgarten, mit einer Vielfalt unterschiedlichster Mustergärten (Steingarten, Kräutergarten und Bauerngarten). Besucher finden hier Tipps und Anregungen für die Pflege und Gestaltung ihrer eigenen Gärten, Kurse vermitteln alles Wissenswerte über umweltbewusstes Gärtnern. Mehr als 300 alte und neue Obstsorten werden hier auf ihre Eignung für das Münsterland geprüft. Der Kreislehrgarten enthält auch einen Garten-Erlebnis-Pfad.

### Medien
In Steinfurt erscheinen Lokalausgaben der Tageszeitungen Westfälische Nachrichten und Münstersche Zeitung (jeweils für Burgsteinfurt und Borghorst). Ferner erscheinen jeweils wöchentlich mittwochs die Wochenzeitungen „Wir in Steinfurt“ und „Hallo“. Für die Stadt und den gesamten Kreis zuständig ist das Lokalradio Radio RST mit Sitz in Rheine. Der WDR berichtet regional in seinen Fenstern auf WDR 2 und im WDR-Fernsehen. „Radio Q“ richtet sich vor allem an die Studierenden der FH. Die Sitz des Senders ist in Münster. „Steinfurt.tv“ ist ein Informationsportal für Steinfurt und Umgebung. In dem Portal werden viele 360°-Ansichten der Stadt als virtuelle Touren angeboten.

### Sport
- 14 Sporthallen
- Segelfluggelände Borghorst-Füchten
- Tennishalle
- Soccerhalle
- Golfplatz
- Swingolfplatz
- Vier Reithallen und -anlagen
- Freibad
- Kombibad (Hallen- mit Freibad)
- Drei Sportplätze

Koordiniert werden die Sportaktivitäten über den Steinfurter Stadtsportverband.

### Industrie/Gewerbe
- Alte Münsterländer Kornbrennerei & Liqueurdestillerie Johann Heinrich Sallandt – 1739 in Burgsteinfurt gegründet (eine der ältesten Kornbrennereien im Münsterland)
- Brauerei Rolinck – 1820 von Alexander Rolinck gegründet, wurde Anfang 2007 von der Krombacher Brauerei übernommen
- Destillerie Dwersteg – 1882 von Ludwig Dwersteg gegründet
- Textilfabrik Fischer GmbH & Co. KG – 1899 in Varel gegründet von Justus Fischer, 2003 übernommen von Yann Fischer
- Hersteller von Kunststoff-Biegemaschinen Marktführer i-concept

### Krankenhaus
UKM Marienhospital

1857 entschloss sich die Kirchengemeinde St. Nikomedes in Borghorst, „eine Krankenanstalt unter Leitung barmherziger Schwestern zu errichten“. Im Jahre 1863 nahm das Krankenhaus mit 20 Betten seinen Betrieb auf, nachdem die Mauritzer Franziskanerinnen aus Münster einen Konvent nach Borghorst entsendet hatten. Im Jahr 2015 schloss der Kreißsaal. Seit dem Jahr 2016 ist das Marienhospital eine Tochtergesellschaft des Universitätsklinikums Münster. Das Krankenhaus hat rund 500 Mitarbeiter.
Abteilungen:
| Allgemeine innere Medizin        | Angiologie                      | Gastroenterologie    |
| Diabetologie                     | Gefäßchirurgie                  | Handchirurgie        |
| Visceralchirurgie                | Unfallchirurgie                 | Endoprothetikzentrum |
| Anästhesiologie                  | Radiologie                      | HNO                  |
| Psychosomatik und Psychotherapie | Gefäßzentrum                    | Magen-Darm-Zentrum   |
| Interdisziplinäre Notfallmedizin | Geriatrische Frührehabilitation | Darmzentrum          |
| Orthopädie                       | Wirbelsäulenchirurgie           |                      |

## Persönlichkeiten

### Personen, die in Steinfurt geboren wurden
In alphabetischer Reihenfolge
- Karl Allaut (* 1951), Gitarrist
- Eduard Altena (1879–1969), Schreiber von Liedern und Theaterstücken
- Ludwig Bänfer (1890–1964), Ministerialbeamter in der Finanzverwaltung
- Heinz Baumkötter (1912–2001), SS-Hauptsturmführer und KZ-Arzt in den Konzentrationslagern Mauthausen, Natzweiler-Struthof und Sachsenhausen
- Alfred Bekker (* 1964), Romanautor
- Alexis Fürst zu Bentheim und Steinfurt (1845–1919), Generalleutnant, Abgeordneter in Württemberg
- Caroline von Bentheim-Steinfurt (1759–1834), Schriftstellerin
- Ludwig zu Bentheim und Steinfurt (1812–1890), Standesherr, preußischer Generalleutnant
- Wilhelm Friedrich Belgicus von Bentheim und Steinfurt (1782–1839), österreichischer Feldmarschallleutnant
- Jörg Biallas (1962–2021), Journalist
- Ingolfur Blühdorn (* 1964), Politikwissenschaftler
- Claudia Bögel-Hoyer (* 1961), Politikerin (FDP), von 2009 bis 2013 Mitglied des Deutschen Bundestages
- Klaus Breil (* 1945), Politiker (FDP), von 2009 bis 2013 Mitglied des Deutschen Bundestages
- Jan Chorushij (* 2003), Fußballspieler
- Georg Daltrop (1932–2023), Klassischer Archäologe und Hochschullehrer
- Izaac van Deen (1804–1869), Arzt und Wissenschaftler
- Christoph Deichmann (1576–1648), Jurist und Diplomat
- Tatjana Doll (* 1970), Malerin und Künstlerin
- Karl Drerup (1904–2000), bildender Künstler
- Bertram Engel, eigentlich Bertram Passmann (* 1957), Schlagzeuger
- Mikael Forssell (* 1981), finnischer Fußballspieler
- Paul Gauselmann (* 1934), Gründer und Vorstandsvorsitzender der gleichnamigen Unternehmensgruppe
- Daniel Geiger (* 2006), Eishockeyspieler
- Benedikt Paul Göcke (* 1981), Philosoph und Theologe
- Heinrich Göckenjan (1900–1986), Politiker (NSDAP)
- Alexander Hegius (1439/40–1498), Humanist, Priester und Mitglied der Brüder vom gemeinsamen Leben
- Werner Hellwig (1902–nach 1943), Jurist
- Reinhold Hemker (* 1944), Politiker (SPD); ehemaliges Mitglied des Deutschen Bundestages
- Wilhelm von Hessen-Philippsthal-Barchfeld (1831–1890), Prinz, Konteradmiral der preußischen und Kaiserlichen deutschen Marine
- Bertha Louise von Hessen-Philippsthal-Barchfeld (1874–1919), Fürstin im Fürstentum Lippe
- Justin Friedrich Wilhelm Iken (1726–1805), Jurist, Bremer Ratsherr und Bremer Bürgermeister
- Stefan Jürgens (* 1968), Pfarrer in Stadtlohn, St. Otger, Sprecher des „Wortes zum Sonntag“ in der ARD
- Vildan Kardeşler (* 1998), deutschtürkische Fußballspielerin
- Kira Kattenbeck (* 1992), Badmintonspielerin
- Thomas Kemper (* 1957), Maler
- Peter Kenning (* 1970), Wirtschaftswissenschaftler
- Fritz Kiehn (1885–1980), Unternehmer, NSDAP-Reichstagsabgeordneter, SS-Obersturmbannführer und Lokalpolitiker
- Manfred Kock (* 1936), evangelischer Theologe, von Ende 1997 bis 2003 Vorsitzender des Rates der Evangelischen Kirche in Deutschland
- Heinrich Kreft (* 1958), Diplomat
- Tyra Misoux (* 1983), ehemalige Pornodarstellerin
- Edo Neuhusius (1581–1638), Gymnasialrektor
- Melanie Reichert (* 1987), Schauspielerin
- Jutta Richter (* 1955), Autorin von Kinder- und Jugendliteratur
- Franz Riehemann (1921–1997), Politiker (CDU)
- Hans Riehemann (1888–1979), Landrat (CDU)
- Mechthild Ross-Luttmann (* 1958), Politikerin (CDU), von 2005 bis 2010 Ministerin für Soziales, Frauen, Familie und Gesundheit des Landes Niedersachsen
- Norwich Rüße (* 1966), Politiker (Bündnis 90/Die Grünen), Mitglied des NRW-Landtages
- Levin Ludwig Schücking (1878–1964), Anglist und Shakespeareforscher
- Wilhelm Schulze (1863–1935), Sprachwissenschaftler, Indogermanist, klassischer Philologe und Hochschullehrer
- Maike Siebold (* 1965), Kinderbuchautorin
- Monica Surkamp (1913–1943), Steyler Missionsschwester und Märtyrin
- Klaus Uhlenbrock (* 1964), Krimi-Autor
- Dirk Vollenbroich (* 1969), Bildhauer, Installationskünstler und Aktionskünstler
- Joseph Conrad Wattendorff (1818–1884), Textilunternehmer
- Franz Wieschebrink (1818–1884), Genremaler der Düsseldorfer Schule
- Lena Wermelt (* 1990), Fußballspielerin
- Henrike Zollfrank (* 1988), Fußballspielerin
- Willi Zurbrüggen (* 1949), Schriftsteller und Übersetzer

### Persönlichkeiten, die vor Ort gewirkt haben
- Wilhelm Ackermann (1896–1962), deutscher Mathematiker.
- Johannes Althusius, auch Althaus, Alphusius (um 1563–1638), deutscher Rechtsgelehrter, Politiker und Calvinist.
- Jeffrey Burns (1950–2004), US-amerikanischer Komponist und Pianist.
- Wolf-Michael Catenhusen (1945–2019), deutscher Politiker (SPD), ehemaliger Parlamentarischer Staatssekretär im Bundesministerium für Bildung und Forschung.
- Georg Hermann Emil Dönges (1853–1923), Prediger, Bibelausleger und Verleger der Brüderbewegung.
- Johannes Gigas, eigentlich Riese (1582–1637), Kartograph, Mediziner, Mathematiker und Physiker, Professor der Mathematik und Medizin an der Hohen Schule zu Burgsteinfurt.
- Friedrich Hartmann Graf (1727–1795), Komponist.
- Johann Heinrich Heidegger (1633–1698), Schweizer reformierter Theologe.
- Thomas Hoeren (* 1961), Professor für Medienrecht und OLG-Richter
- Christoph Ludwig Hoffmann (1721–1807), Professor für Medizin und Philosophie, Erfinder des optisch-mechanischen Telegraphen.
- Eike Hovermann (* 1946), Politiker (SPD), ehemaliges Mitglied des Deutschen Bundestages.
- Richard Hülsenbeck (1892–1974), Dadaist.
- Johann Friedrich Klöffler (1725–1790), Konzertmeister und Komponist der sogenannten Mannheimer Schule.
- Arnold Kock (1822–1879), Textilunternehmer.
- Alexander Koenig (1858–1940), Zoologe.
- John Henry Mackay (1864–1933), Schriftsteller schottischer Herkunft.
- Heinrich Neuy (1911–2003), Bauhauskünstler.
- Blinky Palermo (1943–1977), Maler, Environment- und Objektkünstler
- Elisabeth Piirainen (1943–2017), Sprachwissenschaftlerin.
- August Reinking (1776–1819), Maler und Hofarchitekt.
- Heinrich Reiß (1919–2005), evangelischer Theologe und Präses der Evangelischen Kirche von Westfalen (EKvW).
- Wulf Schmiese (* 1967), Journalist und Fernsehmoderator.
- Michael Stadler (1941–2020), Professor für Psychologie der Universität Bremen, Fachpsychologe für Rechtspsychologie,
- Rita Süssmuth, (* 1937), Bundestagspräsidentin, a. D.
- Werner Teschenmacher (1590–1638), Annalist, Humanist und reformierter Theologe.
- Bernd Wehren (* 1970), Lehrer und Schulbuchautor
- Johann Philipp Lorenz Withof (1725–1789), Professor für Geschichte, Beredsamkeit und Moral; philosophischer Lehrdichter.